# Jaguarão (ort)
Jaguarão är en ort i Brasilien.   Den ligger i kommunen Jaguarão och delstaten Rio Grande do Sul, i den södra delen av landet, 1 900 km söder om huvudstaden Brasília. Jaguarão ligger 19 meter över havet och antalet invånare är 29 613. Den ligger vid sjön Lagoa Mirim.
Terrängen runt Jaguarão är platt.
Trakten runt Jaguarão består i huvudsak av gräsmarker. Runt Jaguarão är det mycket glesbefolkat, med 6 invånare per kvadratkilometer.